# همفیل (ویرجینیای غربی)
همفیل (به انگلیسی: Hemphill) یک منطقهٔ مسکونی در ایالات متحده آمریکا است که در شهرستان مک‌داول، ویرجینیای غربی واقع شده‌است.